# 494
Évszázadok: 4. század – 5. század – 6. század
Évtizedek: 440-es évek – 450-es évek – 460-as évek – 470-es évek – 480-as évek – 490-es évek – 500-as évek – 510-es évek – 520-as évek – 530-as évek – 540-es évek
Évek: 489 – 490 – 491 – 492 –  493 – 494 – 495 – 496 – 497 – 498 – 499

## Események

### Európa
- I. Gelasius pápa megírja "Duo sunt" levelét I. Anasztasziosz bizánci császárnak, melyben kifejti nézeteit a spirituális és világi hatalom kettéválasztásáról és viszonyáról. A pápák a következő évszázadokban ezen elvek alapján viszonyulnak a világi uralkodókhoz.
- Földrengés dönti romba a szíriai Latakia városát.

### Kína
- A Déli Csi államban a 21 éves Hsziao Csao-je császár züllött, pazarló életmódot folytat és hamarosan kiüríti a kincstárat. Rokona (nagyapja bátyjának fia), Hsziao Lüan hiába próbálja megváltoztatni és végül a császár tisztségeket von el tőle, sőt terveket sző a megöletésére. Amikor Hsziao Lüan ezt megtudja, meggyilkoltatja a császárt és 14 éves öccsét, Hsziao Csao-vent ülteti a trónra. A bábcsászár nevében kivégezteti annak 13 fiútestvérét, majd lemondatja őt és Ming néven magát kiáltja ki császárrá. A herceggé kinevezett és vidékre küldött Hsziao Csao-vent ezután megmérgezteti.

## Halálozások
- Hsziao Csao-je, a Déli Csi-dinasztia császára
- Hsziao Csao-ven, a Déli Csi-dinasztia császára

## Fordítás
- Ez a szócikk részben vagy egészben  a(z)   494 című angol Wikipédia-szócikk ezen változatának fordításán alapul.  Az eredeti cikk szerkesztőit annak laptörténete sorolja fel. Ez a jelzés csupán a megfogalmazás eredetét és a szerzői jogokat jelzi, nem szolgál a cikkben szereplő információk forrásmegjelöléseként.